# Gérard Aubry (botelliste)
Pour les articles homonymes, voir Gérard Aubry et Aubry.

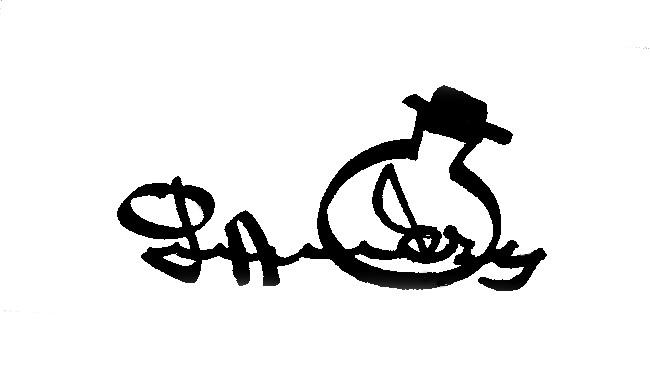
Autre signature.

Gérard Aubry, né le 26 septembre 1948 est un artiste botelliste.
Dès l'enfance, il s'intéresse au modelage et au modélisme. Son intérêt pour ces disciplines le conduit progressivement vers le botellisme qu'il découvre de façon fortuite. Cette nouvelle activité deviendra sa passion. Elle dure depuis plus de quarante-cinq ans.
Son imagination artistique et la technique spécifique qu'il emploie l'ont amené, à ce jour, à la création de plusieurs centaines d’œuvres. Il s'intéresse à tous les sujets, que ce soit les bateaux en bouteille, les scènes de marine et d'autres issues de l'histoire, de la littérature, etc.
Il participe à de nombreuses expositions, écrit et donne des conférences sur son art et sa technique ; il intéresse aussi les médias (presse écrite et télévision) qui viennent le visiter.
Aujourd'hui, retiré dans l'Yonne, il partage son temps entre sa passion botelliste et la musique qu'il pratique assidument.

## Biographie
Né le 26 septembre 1948 à Nancy, il vit en Vallée de Chevreuse (Essonne) et ses environs de 1954 à 2009.

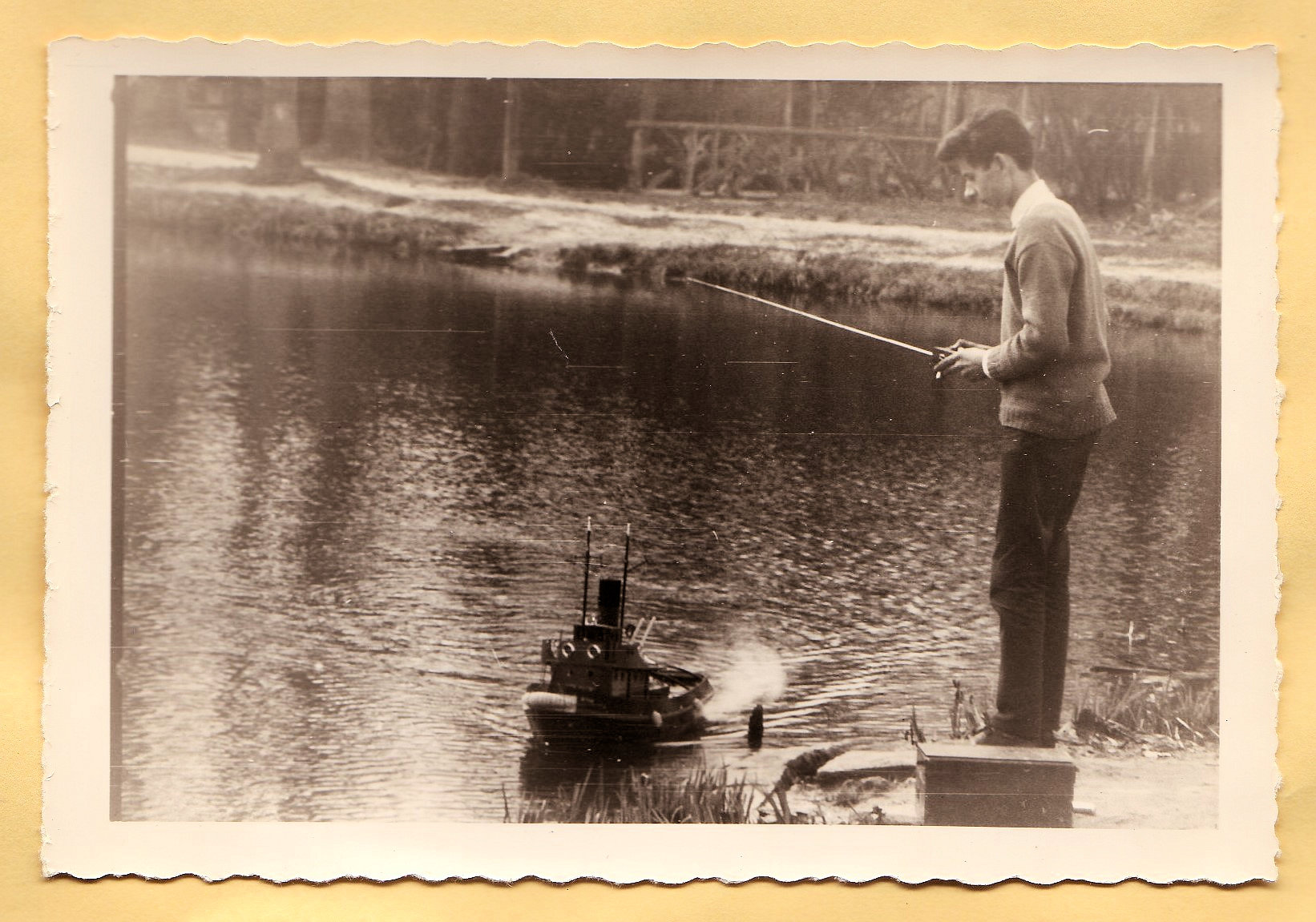
Premiers modèles réduits (1964). Cliché Claude Bataille.

Né d'un père radio amateur, il est très vite soucieux du détail et de précision. Il s'initie - dès l'âge de onze ans (de 1959 à 1970) - au maquettisme et à la petite mécanique à la Maison des Jeunes et de la Culture de la Vallée de Chevreuse, atelier d’Orsay.
Il construit bateaux et avions radiocommandés, s'intéresse à l'usinage et au soudage de moteurs à vapeur, pratique le tournage sur bois et sur métaux.
D'autre part, il suit périodiquement des cours particuliers de perfectionnement en modelage, sculpture et peinture.
Parallèlement, il effectue diverses formations :
- 1965-1967 : dessin technique du bâtiment ;Premier bateau en bouteille (1972) : une Bisquine de Granville.

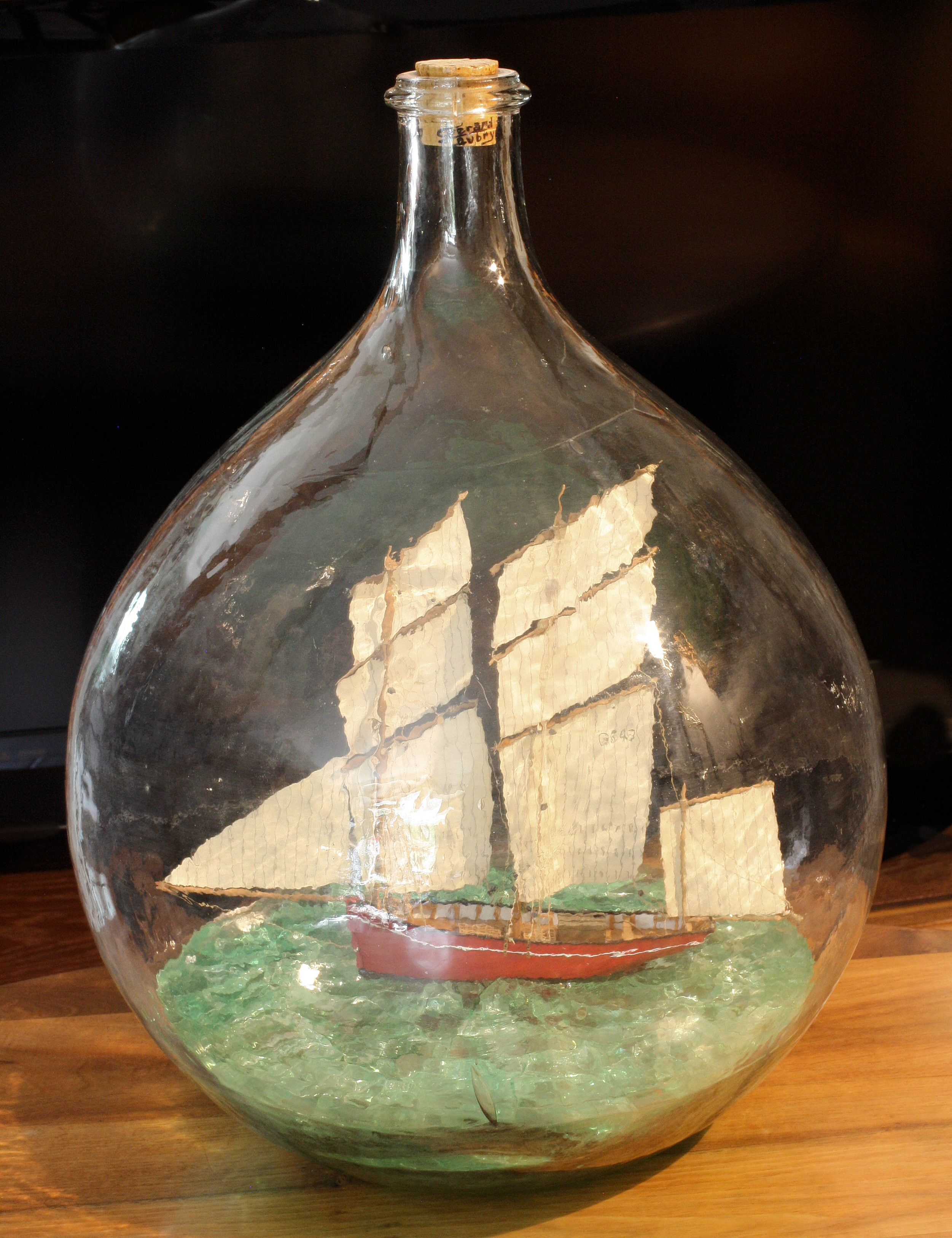
Premier bateau en bouteille (1972) : une Bisquine de Granville.

- 1967-1981 : architecture, cartographie, dessin topographique, maquettisme ;
- 1982 : photographie, imprimerie offset, photogravure, mise en page.

Son activité professionnelle se déduit de ses formations. Il sera successivement :
- dessinateur :
  - 1967-1968 : Institut Géographique National, Saint Mandé, Val de Marne ;
  - 1968-1969 : Cabinet de Géomètre expert à Orsay, Essonne.
- maquettiste :
  - 1970-1982 : pour l'architecture, l'industrie, les musées ;
  - 1970-71 : chez Jacques Polieri, scénographe, quai des grands Augustins, Paris, 6e ;
  - 1972 : pour Les Maquettes Perfecta, Arcueil-Cachan et premier bateau en bouteille[N 1] !
  - 1973-1981 : et aussi pour les Maquettes Michel Etre, Paris, 14e ;
  - 1982-2008 : comme agent des Collectivités Territoriales, Ville des Ulis, Essonne ; il travaille dans le domaine de la photographie, photogravure, mise en page, imprimerie, dessin et maquettes de bureau d’études ; Maquette de la ville, salle du conseil municipal ; hygiène et sécurité du travail et des ERP (établissements recevant du public)[2].
  - 2002-2008 Formateur occasionnel en hygiène et sécurité du travail au CNFPT (Centre National de la Fonction Publique Territoriale) Île de France - grande couronne.

Depuis 2009, il réside dans l’Yonne ; il se partage entre le botellisme et la musique (pratique de la flûte traversière).

## Activité artistique
Autodidacte, maquettiste et modéliste aux multiples possibilités, il découvre les bateaux en bouteille fortuitement. Ce nouveau centre d'intérêt devient vite une passion dévorante qui le conduira vers le botellisme qu'il pratique depuis lors sans interruption - dans la période 1972-2015, il a réalisé environ 400 œuvres, naturellement en bouteilles !
Il réalise son premier bateau en bouteille, une Bisquine de Granville, dans une Dame-Jeanne de 30 litres, en 1972, à la suite d’un pari.
À cette époque, maquettiste professionnel, souhaitant s’émanciper de l’exécution des créations d’autrui, il se consacre parallèlement à ses propres créations en bouteille : jusqu’alors insatisfait, dans sa propre pratique, par le manque d’épaisseur du support dans la peinture, le manque de couleur et d’espace dans la sculpture et la relative rigidité du maquettisme, il découvre l’alliance possible des trois modes d’expression enfermés dans un flacon. Il est enregistré en Activité artistique relevant des Arts plastiques en 1983.

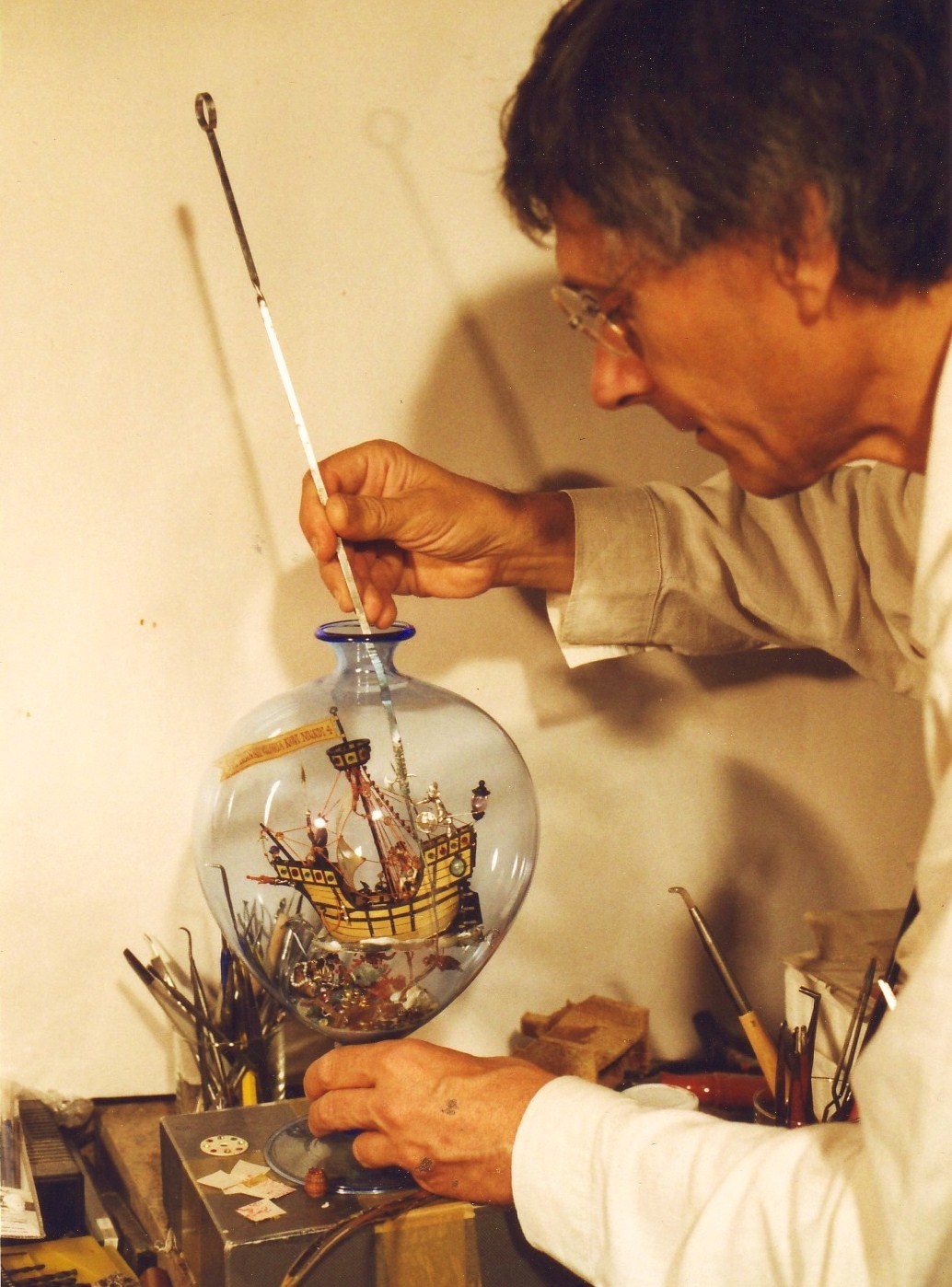
Assemblage de la Nef, constituée de matériaux précieux (2005). Cliché J-C. Chazarain.

A l’encontre du cadre ou de la vitrine, « boites quadrangulaires » enfermant l’œuvre de manière rigide, il constate que le flacon l’englobe et la protège de façon plus harmonieuse tout en laissant l’œil et l’imagination sortir de ses limites. Cet espace hermétiquement clos permet paradoxalement de percevoir l’immensité infinie de l’océan, à l’instar du voilier où les marins évoluent à la fois dans un espace exigu et confiné et peuvent faire le tour du monde au milieu d’un horizon infini sans presque jamais toucher terre, tel ceux du Pequod (Moby Dick) d'Herman Melville.
Soucieux d’introduire la vie dans ses compositions, il passe de la réalisation de simples voiliers en bouteille à celle de véritables scènes maritimes :

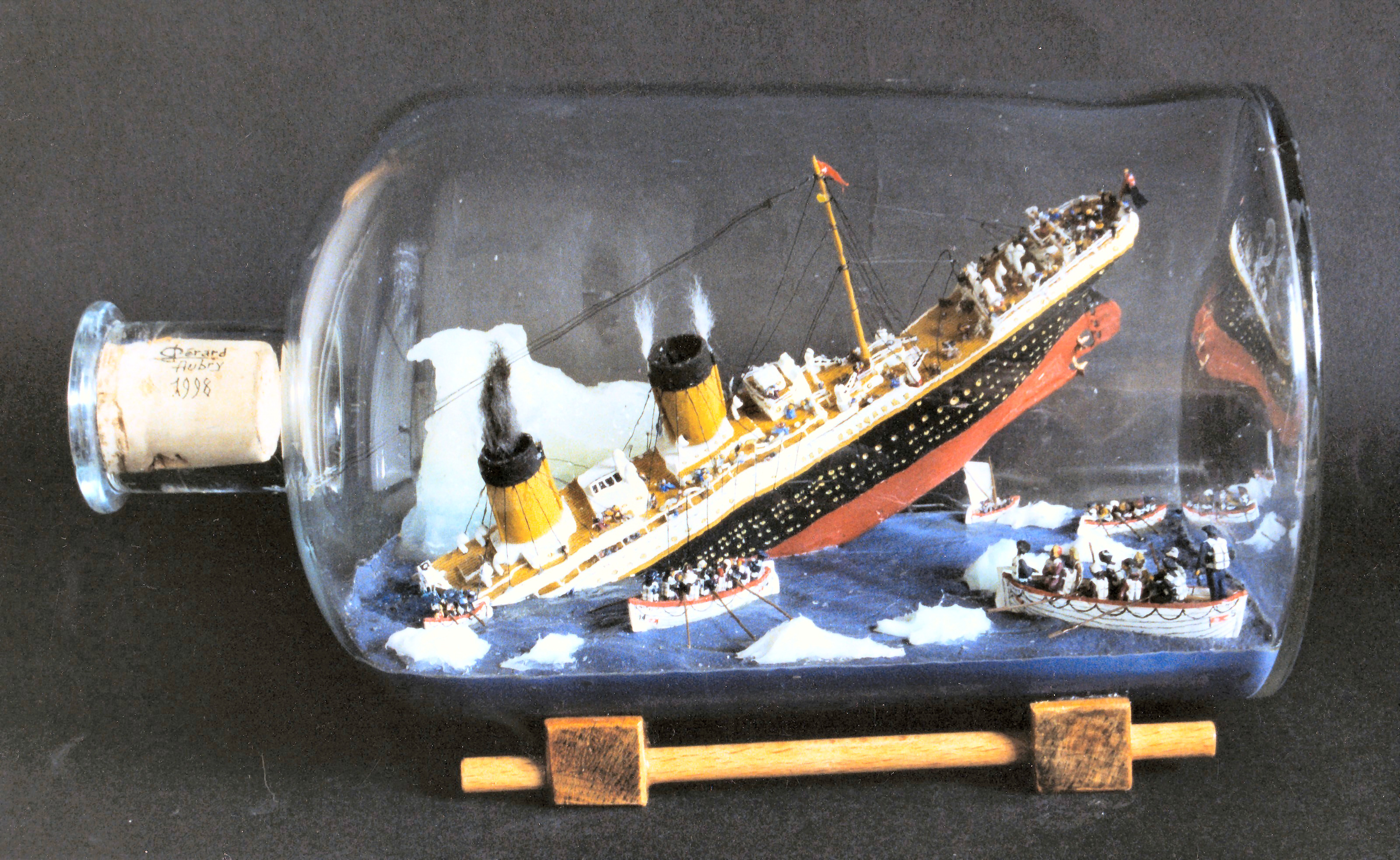
Naufrage du Titanic (1998).
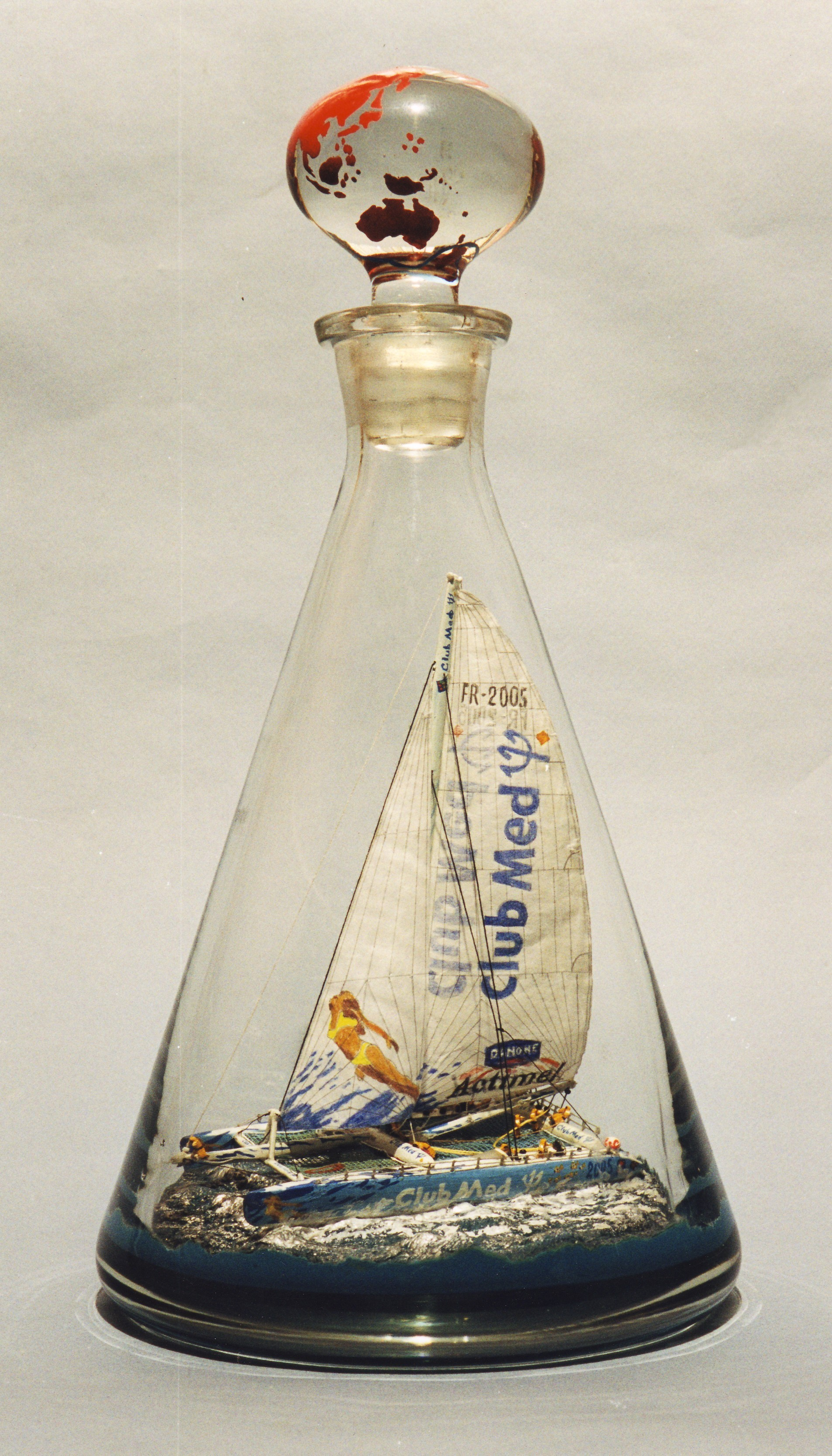
Le Club-Med (2000).
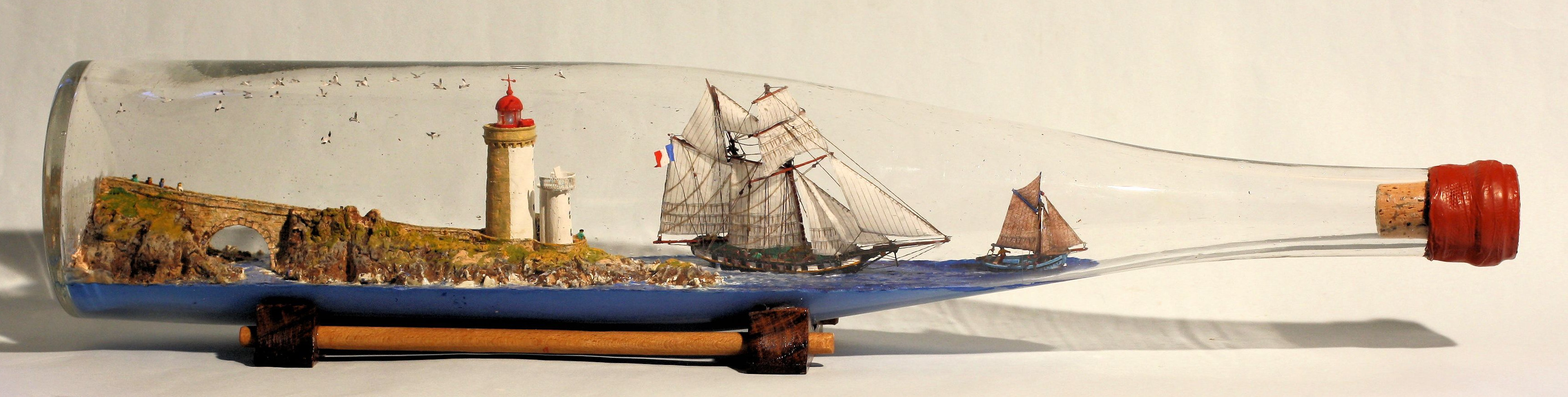
La Recouvrance (2015).

puis à d’autres sujets d’inspiration littéraire, paysagère, historique, voire au portrait ou à la scène d’imagination pure.
L’adéquation entre le contenu et le flacon reste essentielle : sa forme, ses défauts tels que bulles, rayures, cordes (traces hélicoïdales dues à des manques d’homogénéité de la pâte de verre en fusion), la couleur du verre, lui permettent d’ajouter une atmosphère à l’environnement : soleil, chaleur, pluie, brume :

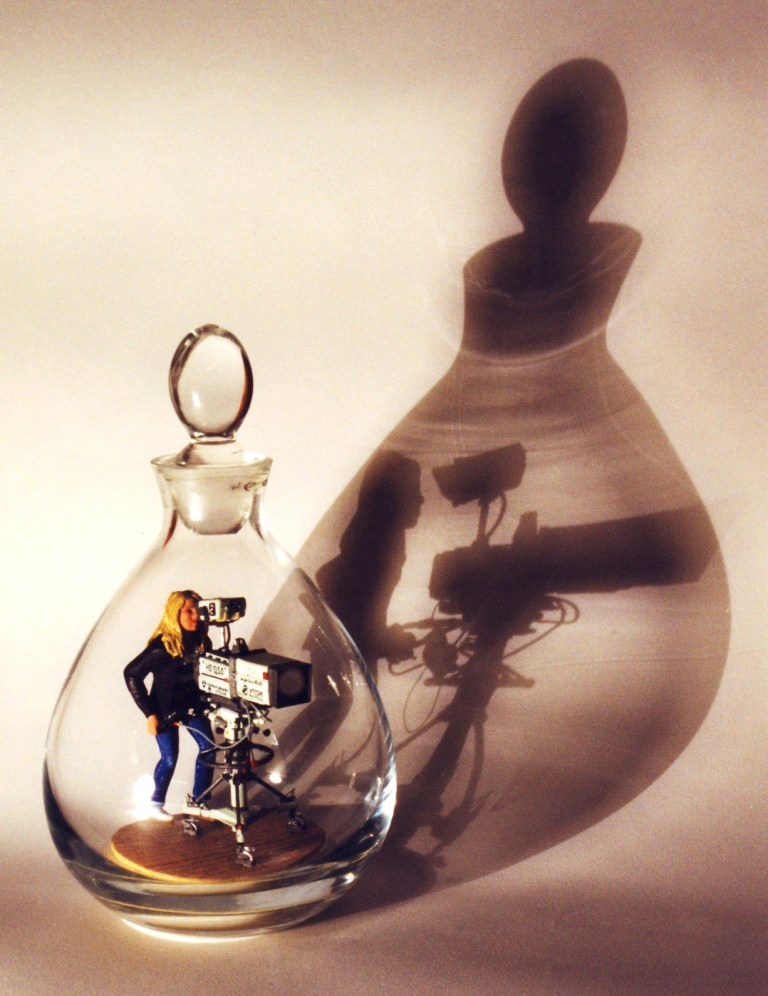
Portrait de France Robert, cadreuse de télévision (1994).
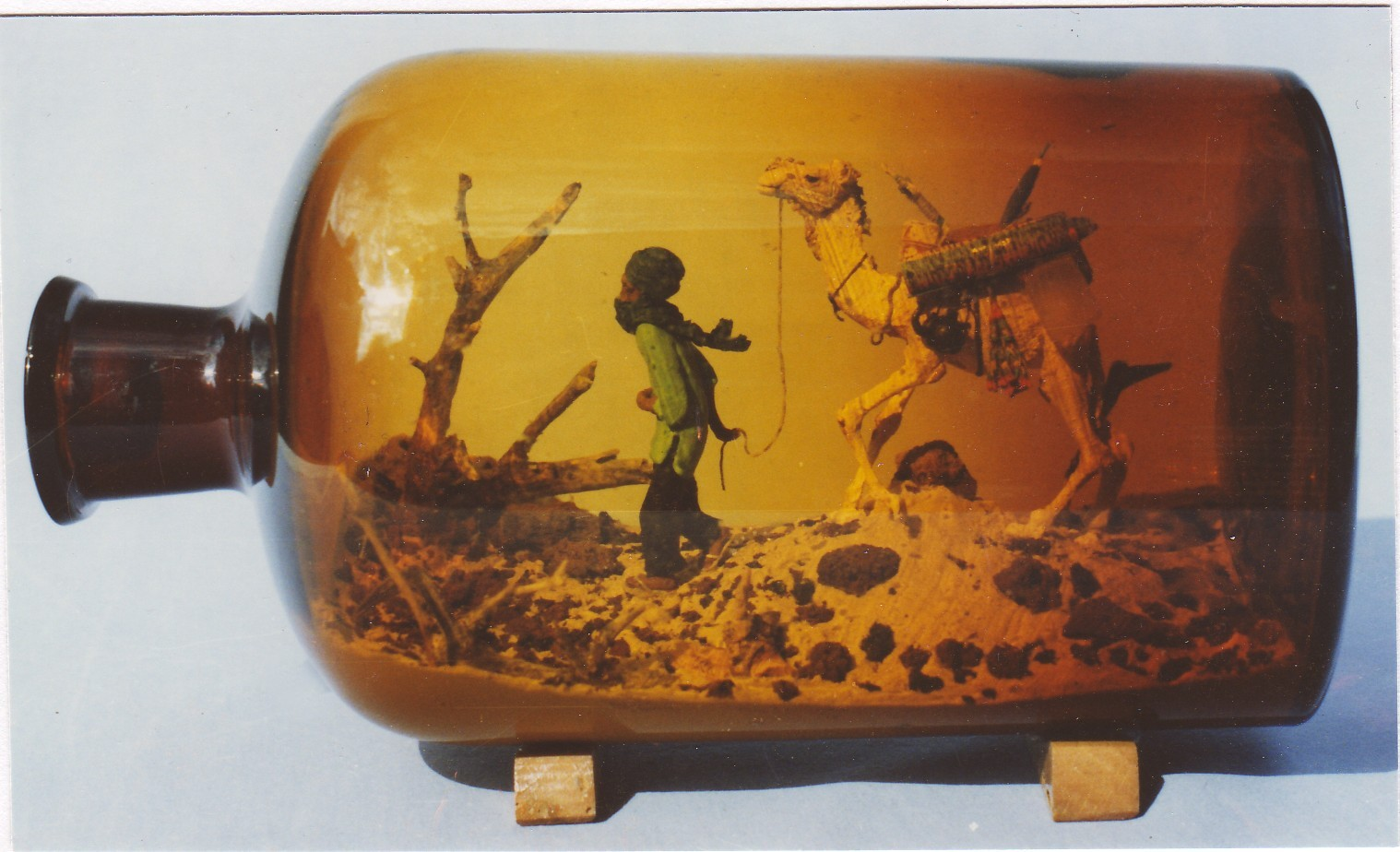
Portrait d’Amomen, Touareg de l’Aïr et son jeune dromadaire (1990).
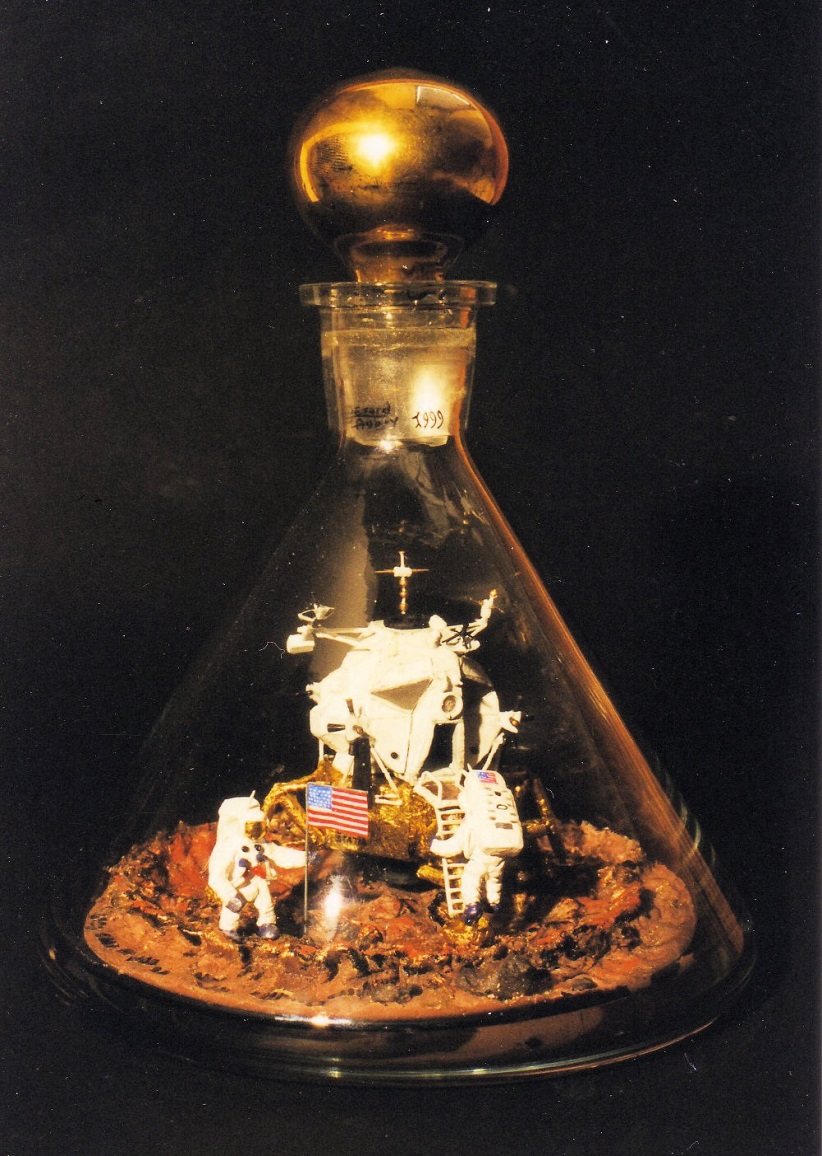
Apollo XI (1999).
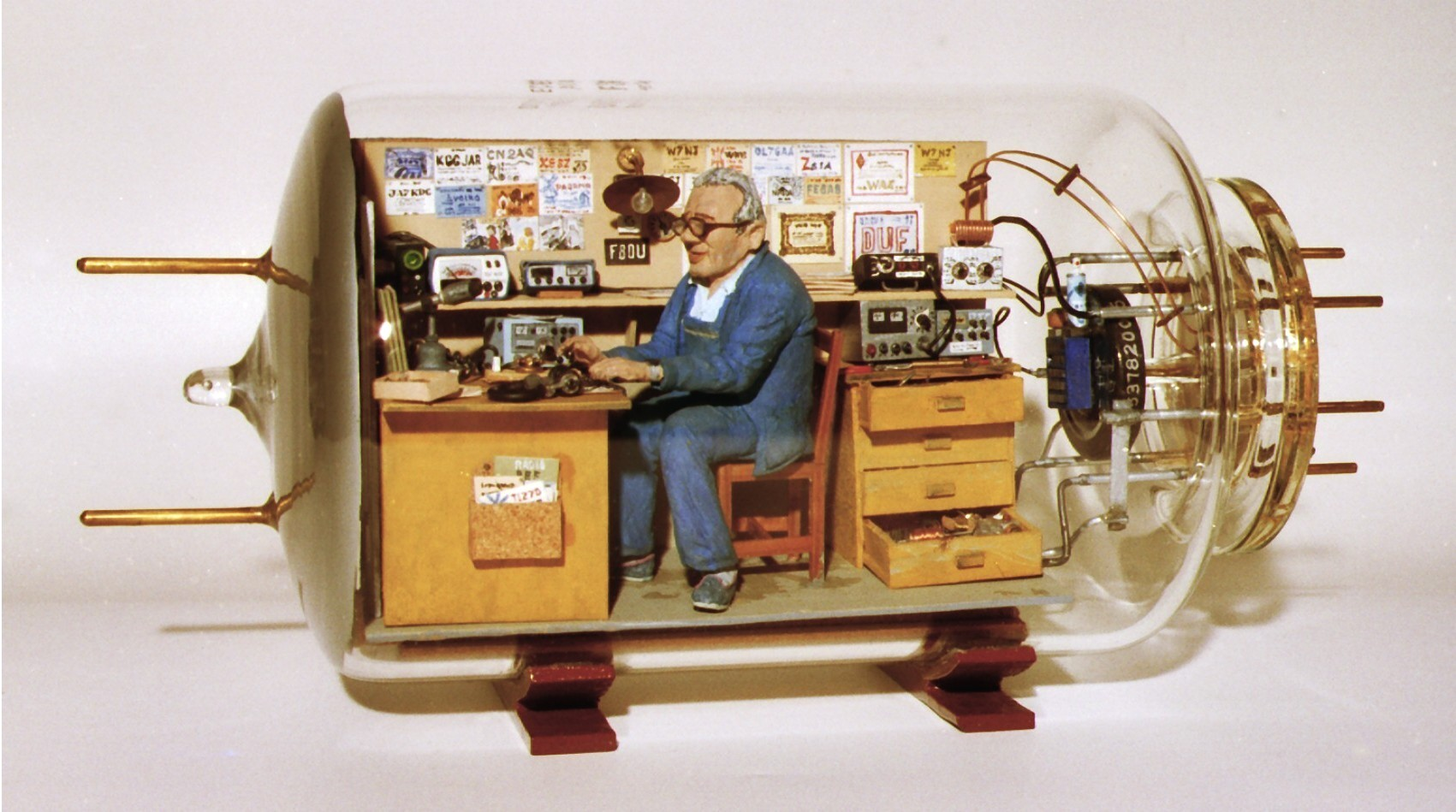
Représentation d'Edmond Aubry, son père, radio amateur (1988).
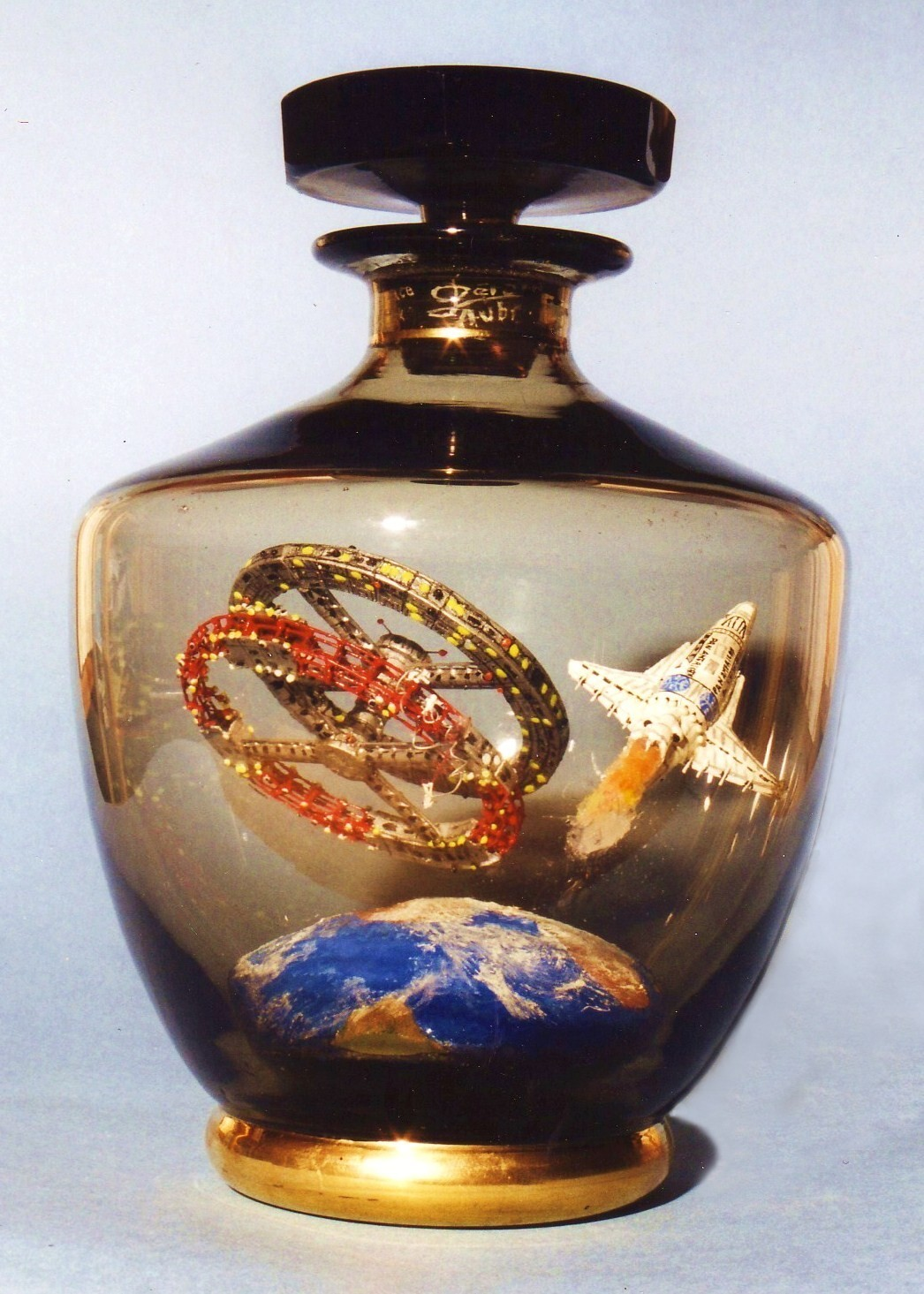
Odyssée de l'Espace, d'après le film de Stanley Kubrick (2001).

Des éléments de décor collés sur la paroi interne du flacon contribuent aussi à créer le mouvement (oiseaux) et l’ambiance : flocons de neige, nuages… Un flacon teinté de vert, de forme irrégulière et à la surface érodée contribuera à une scène de tempête dans les parages du Cap Horn, une carafe conique, plus haute que large, enveloppera harmonieusement un cotre de haute mâture tel le Pen Duick d’Éric Tabarly. Un long rouleau à pâte à la façon des « Rolling pins » des marins anglais et bretons du XIXe siècle, réserves de sel de mer et gages d’amour à leur belle, accueillera une caravane de bisquines partant pêcher la coquille Saint-Jacques ou les sardiniers bretons en procession lors d’un Pardon en mer.
L’aspect particulier d’un flacon lui fournit le sujet qui s’y intégrera. À l’inverse, il lui faut parfois attendre longtemps pour trouver la bouteille capable d’accueillir telle scène qu’il souhaite réaliser. Parfois, à défaut de disposer de la pièce rare, une fructueuse collaboration avec Yves Borrel, un ami d’enfance souffleur de verre depuis plus de 40 ans, deux fois Meilleur Ouvrier de France, permet d’opérer la symbiose.

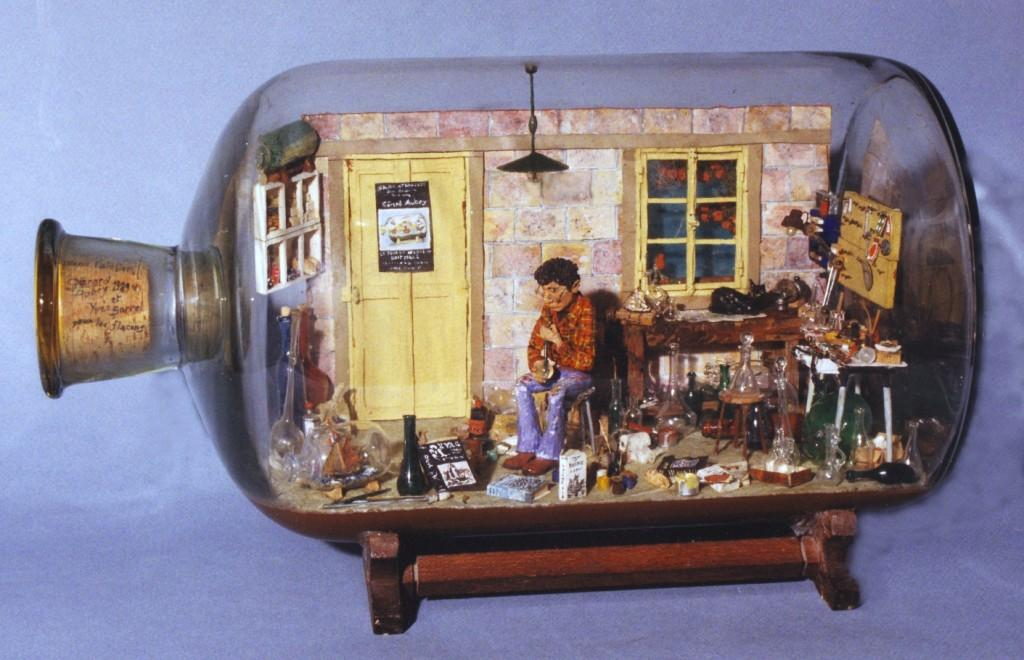
Autoportrait de G. A. dans son atelier de Forges-les-Bains (1984).

Il conçoit et « truque » ses scènes comme des décors de théâtre et de cinéma. Il met ainsi au point une technique qui, utilisant les éléments réalisés à différentes échelles, lui permet de créer dans l’espace limité du flacon un effet de trompe-l'œil qui approfondit considérablement la perspective.
Passionné depuis toujours par l’école belge de bande dessinée : Hergé, Morris et surtout André Franquin, il transpose de leurs techniques en exagérant juste ce qu’il faut les traits et caractères particuliers d’un bateau ou de tout autre objet ou personnage pour mieux les souligner, et, pour introduire le mouvement, il joue avec leurs positions et leurs attitudes.

### Une œuvre particulière

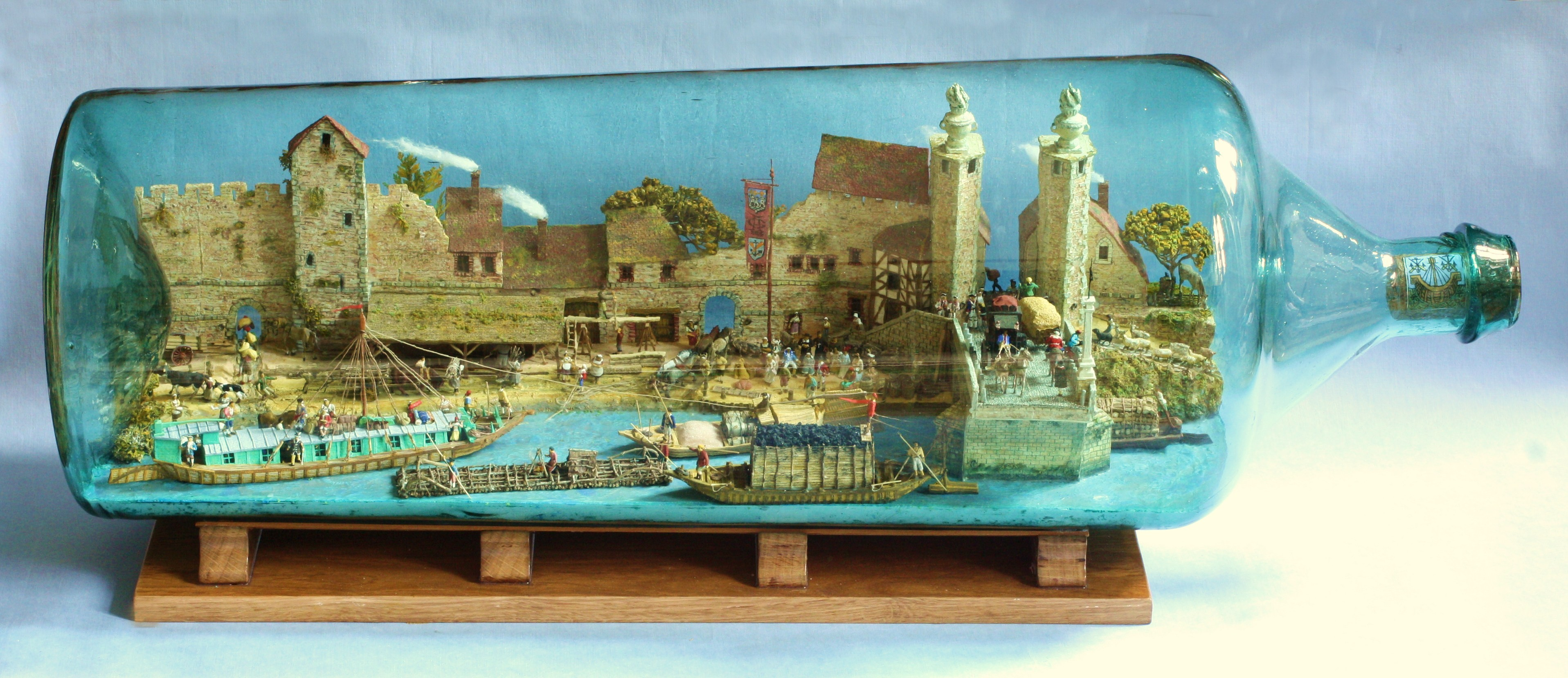
Le port fluvial de Villeneuve le Roi sous l'Ancien Régime (2014).

Représentation du port de Villeneuve le Roi - actuellement Villeneuve-sur-Yonne - à la fin de l'Ancien Régime.
Le contenant est un grand et fragile flacon de verre ancien légèrement teinté vert. Son diamètre de 25 cm et sa longueur de 80 cm lui donnent une contenance de 30 litres.
Cette reconstitution historique s'appuie sur une documentation importante avec notamment des plans de Vincent Coulon, charpentier de marine à Auxerre au début du XIXe siècle, et de François Beaudouin.
L'atmosphère générale s'inspire d'un passage des Mémoires d'outre-tombe de Chateaubriand qui a connu la ville à la fin de cette époque :
« Le soir nous rentrions dans Villeneuve, ville environnée de murailles décrépites du temps de Philippe-Auguste, et de tours à demi rasées au-dessus desquelles s'élevait la fumée des vendangeurs. »
On peut y découvrir de gauche à droite :
- un coche d’eau reliant Paris à Auxerre[6] ;
- une brelle[7] de bois flotté ;
- une besogne[8] chargée de gravier de l’Yonne et de futaies de vin de Bourgogne ;
- un marnois chargé en combles hauts de charbon de bois[9] ;
- sous le pont : un margotat[10] chargé de margotins[11] de bois du Morvan.

Cette représentation historique a demandé plus de neuf mois de recherche, de travail, de créativité et surtout de patience.

## Expositions
Principales expositions :

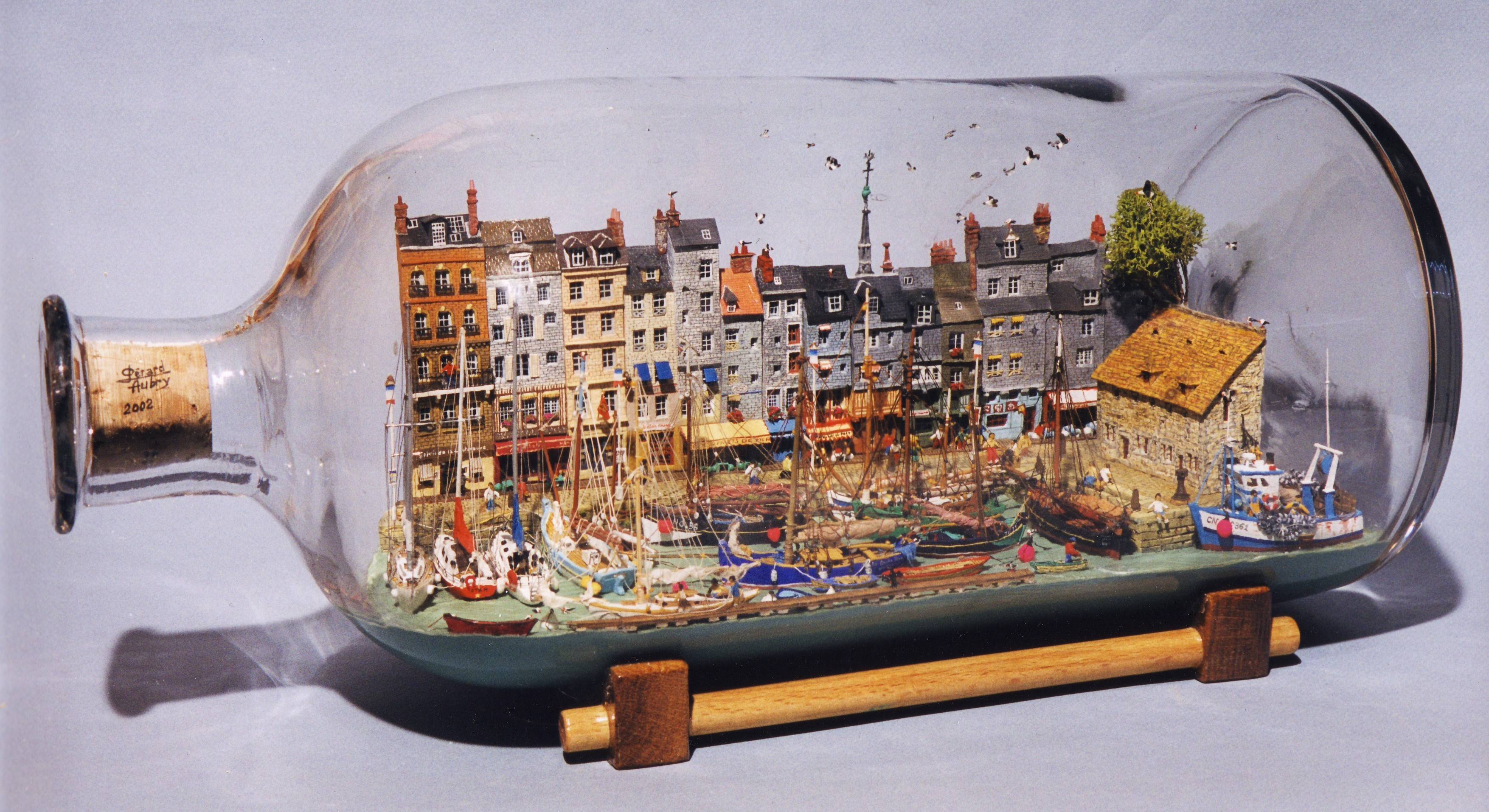
Le port de Honfleur : le vieux bassin, le quai Sainte-Catherine et la Lieutenance (2002).

- 1983 - Centre Culturel Jacques Prévert, Les Ulis : Bateaux en bouteille ;
- 1984 - Galerie Atlantide, rue Sauval, Paris 1er : Bateaux en bouteille ;
- 1986 - Galerie Atlantide : Le tour du Monde en bouteille ;
- 2000 - Salon du livre de Marine, Musée national de la Marine, Palais de Chaillot, Paris, autour de la dédicace de l'ouvrage « Marines en bouteille »;
- 2001 - Salon International du Patrimoine, Carrousel du Louvre, Paris, invité par la Région Basse-Normandie ;
- 2002 - Festival Etonnants Voyageurs, Saint-Malo, invité par la Librairie La Droguerie de Marine ;
- 2006 - La Grande Armada, Chapelle Saint-Sauveur, Saint Malo. Exposition organisée par la Ville de Saint Malo, le Forum Modélisme d’Arsenal et l’Association des Amis du Musée de la Marine (A.A.M.M.) ;
- 2010 – Les Franciliades 2010, Château d'Augerville, Augerville-la-Rivière, (Forum Modélisme d’Arsenal) ;
- 2012 - (tous les ans) : Salon des Arts Décoratifs, Grange Lucassite, Villeneuve-sur-Yonne, (Association des Amis du Vieux Villeneuve) ;
- 2013 - Les Franciliades 2013, Château de Denainvilliers, Dadonville (Forum Modélisme d’Arsenal) ;
- 2015 - Véhicules, MIAM de Sète, (musée international des Arts modestes) ;
- 2016 - Château de Versailles, galerie des bustes - Journées du patrimoine - L'Indépendance Américaine (Avec l'A.A.M.M.).
- 2017 - « Voiles Latines », Maison Gribaldi, Évian-les-Bains ;
- 2018 
  - « Journées de la Rose », invité par l’Institut de France et l’A.A.M.M. au Musée Jacquemart André de l’Abbaye Royale de Chaalis, Oise, Grande galerie des bustes ;
  - « 1er Congrès International de Modélisme Naval »  Palais des Congrès, Rochefort ;
  - « L'Art macabre dans l’Yonne », Grange Lucassite, A.V.V. Villeneuve-sur-Yonne ;
- 2019 - « Paré à Larguer les amarres », Musée de la batellerie de Conflans-Sainte-Honorine ;
- 2023 - « Histoires en bouteilles », Musée-Galerie Carnot, Villeneuve-sur-Yonne .
- 2024 - « Rencontre internationale de modélisme naval et d'arsenal », Palais des festivités, Évian-les-Bains;

## Publications, conférences
- Publications :
  - Gérard Aubry, Marines en bouteille : L'art et la technique, Paris, Rigel, 1998, 79 p. (ISBN 2-909537-16-1).
  - Rédaction d’articles dans les revues Le Modèle Réduit de Bateaux (MRB)[12] et Neptunia (A.A.M.M.)
- Conférences :
  - Conférencier occasionnel dans le cadre de l'A.A.M.M. (Association des Amis du Musée national de la Marine) et de l'A.V.V. (Association des Amis du Vieux Villeneuve).

## Reportages
- Articles de presse : Le Figaro Magazine, Art & Décoration, Marie-France, Picsou Magazine, Voiles et Voiliers, Mer et Océan, France-Soir Magazine, etc.
- Reportages télévisés :
  - Croque vacances, 1re Chaîne nationale, 1984 : Mise en bouteille d’un ULM survolant un paysage rural ;
  - Thalassa, reportages :
    - en 1988 : La Marie Caroline, d’après la bande dessinée de François Bourgeon : Les passagers du vent ;
    - en 1998 : Chinage de bouteilles aux Puces de Saint-Ouen et reportage dans son atelier de Forges-les-Bains ;

  - TF1 - Journal de 13 heures de Jean-Pierre Pernaut, 2013, reportage de Mathieu Dupont et Alexandre Gaudin[13].